# Ignacio Ortíz
Pour les articles homonymes, voir Ortiz.
Ignacio Ortiz est un joueur argentin de hockey sur gazon né le 26 juillet 1987 à Olivos. Il a remporté avec l'équipe d'Argentine la médaille d'or du tournoi masculin aux Jeux olympiques d'été de 2016 à Rio de Janeiro.